# Andrew Thorpe
Andrew Thorpe (brat Matthew, ur. 10 maja 1965 w Pudsey) – brytyjski anglikanin, przeor wspólnoty Taizé od grudnia 2023 r.

## Biografia

### Młodość i studia
Andrew Thorpe urodził się w 1965 roku w Pudsey, małym przemysłowym miasteczku w Yorkshire w Wielkiej Brytanii, w rodzinie anglikańskiej.
Naukę języka francuskiego rozpoczął podczas wakacji w Bretanii. W 1985 roku, podczas studiów medycznych na Uniwersytecie w Sheffield, Andrew Thorpe spędził w Taizé dwa tygodnie. Wrócił tam w lipcu 1986 roku jako wolontariusz.

### Zaangażowanie monastyczne
Dołączył do wspólnoty w Taizé 10 listopada 1986 roku, w wieku 21 lat, i przyjął imię Matthew. Był w szczególności odpowiedzialny za wspieranie „nowych braci”, jak określa się nowicjuszy w Taizé.
2 grudnia 2023 r. w wieku 58 lat zastąpił Aloïsa Losera na stanowisku przeora wspólnoty z Taizé. Jest tym samym trzecią osobą sprawującą tę funkcję.

## Zobacz także
- Wspólnota Taizé